# Frankrijk op de Olympische Zomerspelen 1924
Frankrijk was het gastland van de Olympische Zomerspelen 1924 in Parijs. Het was, na de Spelen van 1904, de tweede keer dat Parijs de plaats van handeling was. Met 38 medailles waren de Spelen voor Frankrijk een sportief succes.

## Medailleoverzicht
| Sport         | Olympiër | Discipline                         | Medaille |
| ------------- | --- | ---------------------------------- | -------- |
| Gewichtheffen | Edmond Decottignies | -67,5kg (m)                        | Goud     |
| Gewichtheffen | Charles Rigoulot | -82,5kg (m)                        | Goud     |
| Schermen      | Lucien Gaudin Georges Buchard Roger Ducret André Labatut Robert Liottel Alexandre Lippmann Georges Tainturier | degen team (m)                     | Goud     |
| Schermen      | Roger Ducret | floret (m)                         | Goud     |
| Schermen      | Lucien Gaudin Philippe Cattiau Jacques Coutrot Roger Ducret Henri Jobier André Labatut Guy de Luget Joseph Perotaux | floret team (m)                    | Goud     |
| Schietsport   | Pierre Coquelin De Lisle | 50m kleinkalibergeweer liggend (m) | Goud     |
| Turnen        | Albert Seguin | zijwaartse sprong (m)              | Goud     |
| Waterpolo     | Paul Dujardin Henri Padou Georges Rigal Albert Delborgies Noel Delberghe Robert Desmettre Albert Mayaud | mannen                             | Goud     |
| Wielersport   | Lucien Michard | sprint (m)                         | Goud     |
| Wielersport   | Jean Cugnot Lucien Choury | tandem (m)                         | Goud     |
| Wielersport   | Armand Blanchonnet | wegwedstrijd (m)                   | Goud     |
| Wielersport   | Armand Blanchonnet René Hamel Georges Wambst | wegwedstrijd team (m)              | Goud     |
| Worstelen     | Henri Deglane | +82,5kg (m)                        | Goud     |
| Roeien        | Marc Detton Jean-Pierre Stock | dubbel-twee (m)                    | Zilver   |
| Roeien        | Georges Piot Maurice Bouton | twee-zonder (m)                    | Zilver   |
| Roeien        | Ernest Barberolle Eugène Constant Louis Gressier Georges Lecointe Raymond Talleux | vier-met (m)                       | Zilver   |
| Rugby         | F. Abraham Aimé Cassayet-Armagnac Raoul Got René Araou F. Cayrol Adolphe Jauréguy Jean Bayard François Clauzel René Lasserre Louis Béguet Clément Dupont Louis Lepatey André Béhotéguy Albert Dupouy Marcel-Frédéric Lubin-Lebrère Marcel Besson Jean Etcheberry Camille Montade Alexandre Bioussa E. Frayssinet Roger Piteu Étienne Bonnes Henri Galau Étienne Piquiral François Borde Gilbert Gérintès Eugène Ribère Adolphe Bousquet Charles-Antoine Gonnet Jean Vaysse | mannen                             | Zilver   |
| Schermen      | Roger Ducret | degen (m)                          | Zilver   |
| Schermen      | Philippe Cattiau | floret (m)                         | Zilver   |
| Schermen      | Roger Ducret | sabel (m)                          | Zilver   |
| Schietsport   | Paul Colas Albert Courquin Pierre Hardy Léon Johnson André Parmentier Georges Roes | 400+600+800m vrij geweer team (m)  | Zilver   |
| Tennis        | Henri Cochet | enkelspel (m)                      | Zilver   |
| Tennis        | Henri Cochet Jacques Brugnon | dubbelspel (m)                     | Zilver   |
| Tennis        | Julie Vlasto | enkelspel (v)                      | Zilver   |
| Turnen        | François Gangloff | zijwaartse sprong (m)              | Zilver   |
| Turnen        | Jean Gounot | zijwaartse sprong (m)              | Zilver   |
| Turnen        | Albert Seguin | touwklimmen (m)                    | Zilver   |
| Turnen        | Eugène Cordonnier Léon Delsarte François Gangloff Jean Gounot Arthur Hermann Alphonse Higelin Joseph Huber Albert Séguin | meerkamp team (m)                  | Zilver   |
| Atletiek      | Paul Bontemps | 3000m steeplechase (m)             | Brons    |
| Atletiek      | André Lauseig Henri Lauvaux Maurice Norland | veldlopen team (m)                 | Brons    |
| Atletiek      | Pierre Lewden | hoogspringen (m)                   | Brons    |
| Boksen        | Jean Ces | -53,52kg (m)                       | Brons    |
| Paardensport  | Xavier Lesage | dressuur individueel               | Brons    |
| Tennis        | Jean Borotra René Lacoste | dubbelspel (m)                     | Brons    |
| Turnen        | André Higelin | rekstok (m)                        | Brons    |
| Wielersport   | Jean Cugnot | sprint (m)                         | Brons    |
| Wielersport   | René Hamel | wegwedstrijd (m)                   | Brons    |
| Zeilen        | Louis Breguet P. Ganthier R. Girardet A. Guerrier Georges Mollard | 8m klasse                          | Brons    |

## Deelnemers en resultaten

### Atletiek
| Olympiër                                                                                | Discipline               | Resultaat    | Prestatie                                                                    |
| --------------------------------------------------------------------------------------- | ------------------------ | ------------ | ---------------------------------------------------------------------------- |
| Maurice Degrelle                                                                        | 100m (m)                 | 11e          | serie 4: 1ste in 11,0 kwartfinale 5: 2de in 11,0 halve finale 1: 5de in 11,4 |
| Albert Heisé                                                                            | 100m (m)                 | kwartfinale  | serie 9: 1ste in 11,2 kwartfinale 4: 4de                                     |
| André Mourlon                                                                           | 100m (m)                 | kwartfinale  | serie 15: 1ste in 11,0 kwartfinale 3: 3de in 11,1                            |
| René Mourlon                                                                            | 100m (m)                 | kwartfinale  | serie 17: 2de in 11,0 kwartfinale 2: 4de in 11,0                             |
| Maurice Degrelle                                                                        | 200m (m)                 | kwartfinale  | serie 15: 1ste in 22,6 kwartfinale 4: 3de in 22,4                            |
| Joseph Jackson                                                                          | 200m (m)                 | kwartfinale  | serie 14: 1ste in 22,8 kwartfinale 2: 3de                                    |
| André Mourlon                                                                           | 200m (m)                 | 8e           | serie 1: 2de in 21,8 kwartfinale 5: 2de in 22,1 halve finale 2: 4de in 22,2  |
| Pierre Parrain                                                                          | 200m (m)                 | series       | serie 6: 4de                                                                 |
| Barthélémy Favodon                                                                      | 400m (m)                 | kwartfinale  | serie 17: 1ste in 51,2 kwartfinale 3: 3de in 50,9                            |
| Gaston Féry                                                                             | 400m (m)                 | kwartfinale  | serie 16: 2de in 51,1 kwartfinale 2: 4de in 50,7                             |
| Raymond Fritz                                                                           | 400m (m)                 | kwartfinale  | serie 9: 2de in 51,0 kwartfinale 4: 5de in 50,5                              |
| Raymond Jamois                                                                          | 400m (m)                 | series       | serie 12: 4de                                                                |
| Georges Baraton                                                                         | 800m (m)                 | 13e          | serie 8: 2de in 1.59,2 halve finale 1: 7de in 1.57,6                         |
| Maurice Grosclaude                                                                      | 800m (m)                 | series       | serie 2: 4de                                                                 |
| Louis Philipps                                                                          | 800m (m)                 | halve finale | serie 7: 2de in 1.58,6 halve finale 3: 8ste                                  |
| René Wiriath                                                                            | 800m (m)                 | halve finale | serie 1: 1ste in 1.59,0 halve finale 2: 7de in 1.59,6                        |
| Robert Chottin                                                                          | 1500m (m)                | series       | serie 6: 4de in 4.14,8                                                       |
| René Jubeau                                                                             | 1500m (m)                | series       | serie 3: 4de in 4.14,5                                                       |
| Louis Philipps                                                                          | 1500m (m)                | series       | serie 5: 4de in 4.13,4                                                       |
| René Wiriath                                                                            | 1500m (m)                | 10e          | serie 1: 1ste in 4.13,8 finale: 10de in 4.02,8                               |
| Lucien Dolquès                                                                          | 5000m (m)                | 7e           | serie 2: 2de in 15.29,4 finale: 7de in 15.32,6                               |
| Lucien Duquesne                                                                         | 5000m (m)                | series       | serie 3: 5de in 16.03,0                                                      |
| Léonard Mascaux                                                                         | 5000m (m)                | 9e           | serie 1: 4de in 15.26,4 finale: 9de in 15.39,0                               |
| Maurice Norland                                                                         | 5000m (m)                | series       | serie 2: 5de in 15.41,4                                                      |
| Gaston Heuet                                                                            | 10000m (m)               | 12e          | 32.52,0                                                                      |
| Henri Lauvaux                                                                           | 10000m (m)               | 11e          | 32.48,0                                                                      |
| Robert Marchal                                                                          | 10000m (m)               | 9e           | 32.33,0                                                                      |
| Guillaume Tell                                                                          | 10000m (m)               | 7e           | 32.12,0                                                                      |
| Gilbert Allart                                                                          | 100m horden (m)          | 15e          | serie 6: 2de in 16,2 halve finale 1: 5de in 16,2                             |
| Henri Bernard                                                                           | 100m horden (m)          | DNF          | serie 4: niet gefinisht                                                      |
| Gabriel Sempé                                                                           | 100m horden (m)          | 7e           | serie 5: 2de in 15,6 halve finale 3: 3de in 15,3                             |
| Géo André                                                                               | 400m horden (m)          | 4e           | serie 3: 1ste in 56,0 halve finale 2: 2de in 56,7 finale: 4de in 56,2        |
| Pierre Arnaudin                                                                         | 400m horden (m)          | DNF          | serie 2: niet gefinisht                                                      |
| André Foussard                                                                          | 400m horden (m)          | series       | serie 5: 5de in 1.00,0                                                       |
| Roger Viel                                                                              | 400m horden (m)          | 8e           | serie 4: 1ste in 57,2 halve finale 1: 5de in 56,7                            |
| Paul Bontemps                                                                           | 3000m steeplechase (m)   | Brons        | serie 1: 2de in 9.47,2 finale: 3de in 9.45,2                                 |
| Maurice Deconninck                                                                      | 3000m steeplechase (m)   | series       | serie 3: 4de in 10.19,0                                                      |
| Albert Isola                                                                            | 3000m steeplechase (m)   | 9e           | serie 2: 1ste in 9.57,8 finale: 8ste in 10.14,8                              |
| Georges Leclerc                                                                         | 3000m steeplechase (m)   | series       | serie 1: 6de in 10.20,0                                                      |
| Maurice Degrelle Albert Heise André Mourlon René Mourlon                                | 4x100m (m)               | 5e           | serie 6: 2de in 44,5 halve finale 3: 2de in 42,5 finale: 5de in 42,2         |
| Raymond Fritz Gaston Féry Francis Galtier Barthélémy Favodon                            | 4x400m (m)               | 5e           | serie 1: 1ste in 3.30,0 finale: 5de in 3.23,4                                |
| Camille Barbaud Paul Bontemps Armand Burtin Lucien Duquesne Jean Keller Léonard Mascaux | 3000m team (m)           | 4e           | 31 punten                                                                    |
| Boughéra El-Ouafi                                                                       | marathon (m)             | 7e           | 2:54.19,6                                                                    |
| Mohammed Ghermati                                                                       | marathon (m)             | 24e          | 3:20.27,0                                                                    |
| Jean-Baptiste Manhès                                                                    | marathon (m)             | 12e          | 3:00.34,0                                                                    |
| Georges Verger                                                                          | marathon (m)             | DNF          | niet gefinisht                                                               |
| Henri Clermont                                                                          | 10km snelwandelen (m)    | 10e          | serie 1: 5de finale: 10de in 51.41,6                                         |
| François Decrombecque                                                                   | 10km snelwandelen (m)    | DSQ          | serie 2: gediskwalificeerd                                                   |
| Louis-Henri Albinet                                                                     | verspringen (m)          | 20e          | kwalificatie groep A: 7de met 6,55m                                          |
| Paul Couillaud                                                                          | verspringen (m)          | 24e          | kwalificatie groep B: 5de met 6,22m                                          |
| Marcel Guillouet                                                                        | verspringen (m)          | 16e          | kwalificatie groep D: 4de met 6,62m                                          |
| Louis Wilhelme                                                                          | verspringen (m)          | 5e           | kwalificatie groep C: 1ste met 6,99m finale: 5de met 6,99m                   |
| André Clayeux                                                                           | hink-stap-springen (m)   | DNF          | kwalificatie groep A: geen geldige poging                                    |
| Louis Wilhelme                                                                          | hink-stap-springen (m)   | 17e          | kwalificatie groep B: 9de met 12,66m                                         |
| Édouard Barbazan                                                                        | hoogspringen (m)         | 10e          | kwalificatie groep D: 2de met 1,80m                                          |
| Édouard Dupiré                                                                          | hoogspringen (m)         | DNF          | kwalificatie groep A: geen geldige poging                                    |
| Pierre Guilloux                                                                         | hoogspringen (m)         | 7e           | kwalificatie groep B: 1ste met 1,83m finale: 7de met 1,85m                   |
| Pierre Lewden                                                                           | hoogspringen (m)         | Brons        | kwalificatie groep C: 1ste met 1,83m finale: 3de met 1,92m                   |
| Paul Dufauret                                                                           | polsstokhoogspringen (m) | 8e           | kwalificatie groep A: 4de met 3,55m                                          |
| Robert Duthil                                                                           | polsstokhoogspringen (m) | 11e          | kwalificatie groep A: 5de met 3,40m                                          |
| Marcel Muzard                                                                           | polsstokhoogspringen (m) | 11e          | kwalificatie groep B: 7de met 3,40m                                          |
| Maurice Vautier                                                                         | polsstokhoogspringen (m) | 8e           | kwalificatie groep B: 5de met 3,55m                                          |
| Maxime Bousselaire                                                                      | kogelstoten (m)          | 22e          | kwalificatie groep C: 6de met 12,265m                                        |
| Raoul Paoli                                                                             | kogelstoten (m)          | 9e           | kwalificatie groep B: 4de met 13,535m                                        |
| Daniel Pierre                                                                           | kogelstoten (m)          | 16e          | kwalificatie groep A: 7de met 13,07m                                         |
| Paul Béranger                                                                           | discuswerpen (m)         | 14e          | kwalificatie groep A: 6de met 39,98m                                         |
| Daniel Pierre                                                                           | discuswerpen (m)         | 19e          | kwalificatie groep C: 5de met 37,015m                                        |
| Samba Ciré                                                                              | speerwerpen (m)          | 20e          | kwalificatie groep A: 11de met 48,65m                                        |
| Emmanuel Degland                                                                        | speerwerpen (m)          | 21e          | kwalificatie groep B: 11de met 48,57m                                        |
| Taka Gangué                                                                             | speerwerpen (m)          | 10e          | kwalificatie groep B: 5de met 54,65m                                         |
| Taki N'Dio                                                                              | speerwerpen (m)          | 19e          | kwalificatie groep A: 10de met 48,92m                                        |
| Robert Saint-Pé                                                                         | kogelslingeren (m)       | 10e          | kwalificatie: 10de met 36,27m                                                |
| Pierre Zaïdin                                                                           | kogelslingeren (m)       | 12e          | kwalificatie: 12de met 36,155m                                               |
| Léon Courtejaire                                                                        | vijfkamp (m)             | 14e          | 49 punten                                                                    |
| Roger Viel                                                                              | vijfkamp (m)             | 16e          | 52 punten                                                                    |
| Gabriel Sempé                                                                           | tienkamp (m)             | DNF          | niet gefinisht                                                               |
| Lucien Dolquès                                                                          | veldlopen (m)            | DNF          | niet gefinisht                                                               |
| Gaston Heuet                                                                            | veldlopen (m)            | 10e          | 37.52,0                                                                      |
| André Lauseig                                                                           | veldlopen (m)            | DNF          | niet gefinisht                                                               |
| Henri Lauvaux                                                                           | veldlopen (m)            | 5e           | 36.44,8                                                                      |
| Robert Marchal                                                                          | veldlopen (m)            | DNF          | niet gefinisht                                                               |
| Maurice Norland                                                                         | veldlopen (m)            | 15e          | 41.48,3                                                                      |
| André Lauseig Henri Lauvaux Maurice Norland                                             | veldlopen team (m)       | Brons        | 20 punten                                                                    |

### Boksen
| Olympiër          | Discipline  | Resultaat | Prestatie |
| ----------------- | ----------- | --------- | --- |
| Georges Gourdy    | -50,8kg (m) | 9e        | 1ste ronde: vrij 2de ronde: V van ITA Casstellenghi: punten |
| Yvon Trèvédic     | -50,8kg (m) | 9e        | 1ste ronde: W van BEL Debleyser: punten 2de ronde: V van SWE Bergström: knock-out |
| Jean Ces          | -53,5kg (m) | Brons     | 1ste ronde: W van ITA Bernasconi: punten 2de ronde: W van BEL Sybille: punten kwartfinale: W van GBR Barber: punten halve finale: V van RSA Smith: punten bronzen finale: W van SWE Andrén: punten   |
| Jacques Lemouton  | -53,5kg (m) | 9e        | 1ste ronde: vrij 2de ronde: W van ESP Pastor: punten kwartfinale: V van RSA Smith: punten |
| Marcel Depont     | -57,2kg (m) | 5e        | 1ste ronde: W van RSA Eustice: punten 2de ronde: W van URU Smoris: punten kwartfinale: V van ARG Quartucci: punten                                                                                   |
| Henri Stuckmann   | -57,2kg (m) | 17e       | 1ste ronde: V van ARG Quartucci: punten |
| Richard Savignac  | -61,2kg (m) | 9e        | 1ste ronde: W van ITA De Petrillo: punten 2de ronde: V van DEN Nielsen: punten |
| Jean Tholey       | -61,2kg (m) | 4e        | 1ste ronde: W van NZL Purdy: punten 2de ronde: W van URU Nicolares: punten kwartfinale: W van RSA Beland: punten halve finale: V van ARG Copello: punten bronzen finale: V van USA Boylstein: punten |
| Georges Doussot   | -66,7kg (m) | 17e       | 1ste ronde: V van USA Mello: punten |
| René Dubois       | -66,7kg (m) | 17e       | 1ste ronde: V van GBR O'Hanrahan: punten |
| Roger Brousse     | -72,6kg (m) | 5e        | 1ste ronde: vrij 2de ronde: W van ARG Gallardo: punten kwartfinale: V van GBR Mallin: gediskwalificeerd                                                                                              |
| Daniel Daney      | -72,6kg (m) | 5e        | 1ste ronde: W van ITA Bonfigli: knock-out 2de ronde: W van BEL Van Haelen: punten kwartfinale: V van BEL Beecken: punten                                                                             |
| Robert Foquet     | -79,4kg (m) | 9e        | 1ste ronde: vrij 2de ronde: V van GBR Mitchell: punten |
| Georges Rossignon | -79,4kg (m) | 5e        | 1ste ronde: W van CHI Correa: punten 2de ronde: W van ITA Grillo: punten kwartfinale: V van GBR Mitchell: punten                                                                                     |
| Georges Galinat   | +79,4kg (m) | 9e        | 1ste ronde: V van USA Greathouse: punten |
| Charles Peguilhan | +79,4kg (m) | 17e       | 1ste ronde: V van ARG Porzio: punten |

### Gewichtheffen
| Olympiër            | Discipline  | Resultaat | Prestatie |
| ------------------- | ----------- | --------- | --------- |
| René Catalas        | -60kg (m)   | 11e       | 360kg     |
| Maurice Martin      | -60kg (m)   | 4e        | 380kg     |
| Raymond Suvigny     | -60kg (m)   | 10e       | 365kg     |
| Edmond Decottignies | -67,5kg (m) | Goud      | 440kg     |
| André Delloue       | -67,5kg (m) | 11e       | 400kg     |
| Roger François      | -75kg (m)   | 6e        | 442,5kg   |
| Léon Vandeputte     | -75kg (m)   | 21e       | 372,5kg   |
| Pierre Vibert       | -75kg (m)   | 8e        | 427,5kg   |
| Alfred Louncke      | -82,5kg (m) | 10e       | 460kg     |
| Charles Rigoulot    | -82,5kg (m) | Goud      | 502,5kg   |
| André Rolet         | -82,5kg (m) | 14e       | 430kg     |
| Louis Dannoux       | +82,5kg (m) | 4e        | 497,5kg   |
| René Dupont         | +82,5kg (m) | 15e       | 440kg     |
| Claudius Dutriève   | +82,5kg (m) | 8e        | 467,5kg   |

### Moderne vijfkamp
| Olympiër                 | Discipline | Resultaat | Prestatie    |
| ------------------------ | ---------- | --------- | ------------ |
| Guillaume de Tournemire  | mannen     | 23e       | 107 punten   |
| René Dignon              | mannen     | 20e       | 99 punten    |
| Ivan Duranthon           | mannen     | 4e        | 54,50 punten |
| Charles-Jean LeVavasseur | mannen     | 12e       | 82,50 punten |

### Paardensport
| Olympiër                                                         | Discipline  | Resultaat | Prestatie      |
| Dressuur                                                         | Dressuur    | Dressuur  | Dressuur       |
| ---------------------------------------------------------------- | ----------- | --------- | -------------- |
| Antoine Bourcier                                                 | individueel | 15e       | 228,0 punten   |
| Xavier Lesage                                                    | individueel | Brons     | 265,8 punten   |
| Louis Saint-Fort Paillard                                        | individueel | 10e       | 237,0 punten   |
| Robert Wallon                                                    | individueel | 7e        | 243,2 punten   |
| Eventing                                                         |             |           |                |
| Michel Artola                                                    | individueel | 30e       | 737,0 punten   |
| Camille de Sartiges                                              | individueel | DNF       | niet gefinisht |
| Jean le Vavasseur                                                | individueel | DNF       | niet gefinisht |
| Louis Rigon                                                      | individueel | DNF       | niet gefinisht |
| Michel Artola Camille de Sartiges Jean le Vavasseur Louis Rigon  | team        | DNF       | niet gefinsht  |
| Springconcours                                                   |             |           |                |
| Michel Bignon                                                    | individueel | DNF       | niet gefinisht |
| Théophile Carbon                                                 | individueel | DNF       | niet gefinisht |
| Pierre Clavé                                                     | individueel | 33e       | 41 strafpunten |
| Henri de Royer-Dupré                                             | individueel | DNF       | niet gefinisht |
| Michel Bignon Théophile Carbon Pierre Clavé Henri de Royer-Dupré | team        | DNF       | niet gefinsht  |

### Polo
| Olympiër                                                                             | Discipline | Resultaat | Prestatie       |
| ------------------------------------------------------------------------------------ | ---------- | --------- | --------------- |
| Pierre de Chapelle Hubert de Monbrison Charles de Polignac Jules Macaire Jean Pastré | polo       | 5e        | 0 overwinningen |

### Roeien
| Olympiër | Discipline      | Resultaat | Prestatie                                           |
| --- | --------------- | --------- | --------------------------------------------------- |
| Marc Detton | skiff (m)       | DNF       | serie 1: 2de in 7.19,2 herkansingen: niet gefinisht |
| Marc Detton Jean-Pierre Stock                                                                                           | dubbel-twee (m) | Zilver    | serie 1: 2de finale: 2de in 6.38,0                  |
| Maurice Monney-Bouton Georges Piot                                                                                      | twee-zonder (m) | Zilver    | serie 1: 1ste in 9.42,2 finale: 2de in 8.21,6       |
| Eugène Constant Raymond Talleux Marcel Lepan                                                                            | twee-met (m)    | 4e        | serie 1: 1ste in 7.36,6 finale: 4de                 |
| Théo Cremnitz Jean Camuset Albert Bonzano Henri Bonzano                                                                 | vier-zonder (m) | 4e        | serie 1: 2de finale: 4de                            |
| Ernest Barberolle Eugène Constant Louis Gressier Georges Lecointe Raymond Talleux                                       | vier-met (m)    | Zilver    | serie 2: 1ste in 7.10,0 finale: 2de in 7.21,6       |
| M. Baudechon J. Bétout Louis Carlier Michel Fourny Henri Gatineau André Lancelot Henri Menard André Oriol Fernand Oriol | acht (m)        | 8e        | serie 1: 4de                                        |

### Rugby
| Olympiër | Discipline | Resultaat | Prestatie                                         |
| --- | ---------- | --------- | ------------------------------------------------- |
| F. Abraham Aimé Cassayet-Armagnac Raoul Got René Araou F. Cayrol Adolphe Jauréguy Jean Bayard François Clauzel René Lasserre Louis Béguet Clément Dupont Louis Lepatey André Béhotéguy Albert Dupouy Marcel-Frédéric Lubin-Lebrère Marcel Besson Jean Etcheberry Camille Montade Alexandre Bioussa E. Frayssinet Roger Piteu Étienne Bonnes Henri Galau Étienne Piquiral François Borde Gilbert Gérintès Eugène Ribère Adolphe Bousquet Charles-Antoine Gonnet Jean Vaysse | mannen     | Zilver    | W van Roemenië: 61-3 V van Verenigde Staten: 3-17 |

### Schermen
| Olympiër | Discipline      | Resultaat | Prestatie |
| --- | --------------- | --------- | --- |
| Georges Buchard | degen (m)       | 7e        | 1ste ronde groep G: 3de met 5 overwinningen kwartfinale D: 1ste met 6 overwinningen halve finale 2: 2de met 7 overwinningen finale: 7de met 5 overwinningen                                               |
| Gaston Cornereau | degen (m)       | 4e        | 1ste ronde groep F: 1ste met 7 overwinningen kwartfinale B: 5de met 5 overwinningen halve finale 1: 2de met 6 overwinningen finale: 4de met 7 overwinningen                                               |
| Roger Ducret | degen (m)       | Zilver    | 1ste ronde groep D: 1ste met 6 overwinningen kwartfinale A: 6de met 5 overwinningen halve finale 1: 2de met 6 overwinningen finale: 2de met 7 overwinningen                                               |
| Armand Massard | degen (m)       | 4e        | 1ste ronde groep E: 1ste met 7 overwinningen kwartfinale B: 5de met 5 overwinningen halve finale 1: 2de met 6 overwinningen finale: 4de met 7 overwinningen                                               |
| Lucien Gaudin Georges Buchard Roger Ducret André Labatut Robert Liottel Alexandre Lippmann Georges Tainturier       | degen team (m)  | Goud      | 1ste ronde groep C: 1ste met 1 overwinning kwartfinale C: 1ste met 1 overwinningen halve finale A: 1ste met 1 overwinning finale: 1ste met 3 overwinningen                                                |
| Philippe Cattiau | floret (m)      | Zilver    | 1ste ronde groep H: 1ste met 4 overwinningen 2de ronde groep F: 1ste met 4 overwinningen kwartfinale C: 1ste met 5 overwinningen halve finale 2: 1ste met 5 overwinningen finale: 2de met 5 overwinningen |
| Jacques Coutrot | floret (m)      | 4e        | 1ste ronde groep F: 1ste met 4 overwinningen 2de ronde groep A: 2de met 4 overwinningen kwartfinale A: 3de met 3 overwinningen halve finale 2: 3de met 3 overwinningen finale: 4de met 3 overwinningen    |
| Roger Ducret | floret (m)      | Goud      | 1ste ronde groep C: 1ste met 3 overwinningen 2de ronde groep D: 3de met 3 overwinningen kwartfinale B: 2de met 3 overwinningen halve finale 1: 1ste met 4 overwinningen finale: 1ste met 6 overwinningen  |
| Lucien Gaudin Philippe Cattiau Jacques Coutrot Roger Ducret Henri Jobier André Labatut Guy de Luget Joseph Perotaux | floret team (m) | Goud      | 1ste ronde groep B: 1ste met 1 overwinning kwartfinale B: 1ste met 1 overwinningen halve finale A: 1ste met 2 overwinningen finale: 1ste met 2 overwinningen                                              |
| Georges Conraux | sabel (m)       | 7e        | 1ste ronde groep B: 3de met 4 overwinningen halve finale 1: 4de met 5 overwinningen finale: 7de met 2 overwinningen                                                                                       |
| Roger Ducret | sabel (m)       | Zilver    | 1ste ronde groep C: 1ste met 6 overwinningen halve finale 1: 1ste met 7 overwinningen finale: 2de met 5 overwinningen                                                                                     |
| Marc Perrodon | sabel (m)       | 18e       | 1ste ronde groep E: 3de met 6 overwinningen halve finale 3: 7de met 2 overwinningen |
| Georges Conraux Henri de Saint-Germain Jean Jannekeyn Lionel Lifschitz Marc Perrodon Maurice Taillandier            | sabel team (m)  | 5e        | 1ste ronde groep C: 1ste kwartfinale C: 1ste met 2 overwinningen halve finale B: 3de met 0 overwinningen                                                                                                  |
| |                 |           | |
| Michele Bory | floret (v)      | 13e       | 1ste ronde groep C: 4de met 3 overwinningen |
| Yvonne Conte | floret (v)      | 22e       | 1ste ronde groep A: 5de met 3 overwinningen |
| Lucienne Prost | floret (v)      | 7e        | 1ste ronde groep B: 1ste met 4 overwinningen halve finale 2: 4de met 2 overwinningen |
| Fernande Tassy | floret (v)      | 11e       | 1ste ronde groep D: 2de met 3 overwinningen halve finale 1: 6de met 1 overwinning |

### Schietsport
| Olympiër                                                                                               | Discipline                        | Resultaat | Prestatie      |
| --- | --------------------------------- | --------- | -------------- |
| Georges de Crequi-Montfort                                                                             | 25m snelvuurpistool (m)           | 21e       | 16 punten      |
| Arnaud de Castelbajac                                                                                  | 25m snelvuurpistool (m)           | 6e        | 24 punten      |
| André de Schonen                                                                                       | 25m snelvuurpistool (m)           | 9e        | 17 punten      |
| Charles Riotteau                                                                                       | 25m snelvuurpistool (m)           | 21e       | 16 punten      |
| Georges Bordier                                                                                        | 50m geweer (m)                    | 31e       | 383 punten     |
| Pierre Coquelin de Lisle                                                                               | 50m geweer (m)                    | Goud      | 398 punten     |
| Émile Rumeau                                                                                           | 50m geweer (m)                    | 20e       | 387 punten     |
| Albert Courquin                                                                                        | 600m vrij geweer (m)              | 6e        | 90 punten      |
| Georges Roes                                                                                           | 600m vrij geweer (m)              | DNF       | niet gefinisht |
| Émile Rumeau                                                                                           | 600m vrij geweer (m)              | 10e       | 86 punten      |
| Paul Colas Albert Courquin Pierre Hardy Léon Johnson André Parmentier Georges Roes                     | 400+600+800m vrij geweer team (m) | Zilver    | 646 punten     |
| Marcel Adelon                                                                                          | 100m lopend hert 1 schot (m)      | 23e       | 28 punten      |
| André Chauvet                                                                                          | 100m lopend hert 1 schot (m)      | 26e       | 26 punten      |
| Eugène Duflot                                                                                          | 100m lopend hert 1 schot (m)      | 24e       | 27 punten      |
| Jules Mahieu                                                                                           | 100m lopend hert 1 schot (m)      | 17e       | 32 punten      |
| Marcel Adelon                                                                                          | 100m lopend hert 2 schoten (m)    | 21e       | 52 punten      |
| André Chauvet                                                                                          | 100m lopend hert 2 schoten (m)    | 22e       | 51 punten      |
| Eugène Duflot                                                                                          | 100m lopend hert 2 schoten (m)    | 28e       | 40 punten      |
| Jules Mahieu                                                                                           | 100m lopend hert 2 schoten (m)    | 25e       | 42 punten      |
| Louis Deloy                                                                                            | trap (m)                          | 9e        | 95 punten      |
| Jacques d'Imecourt                                                                                     | trap (m)                          | onbekend  |                |
| Louis Deloy Jean de Beaumont Marcel de Lambertye Louis de Bourbon-Busset Georges de Bordus René Texier | kleiduiven team (m)               | 11e       | 320 punten     |

### Schoonspringen
| Olympiër         | Discipline     | Resultaat | Prestatie                                              |
| ---------------- | -------------- | --------- | ------------------------------------------------------ |
| Antoine Jacob    | 3m plank (m)   | 13e       | groep 2: 5de met 23 punten                             |
| Paul Raeth       | 3m plank (m)   | 11e       | groep 3: 4de met 19 punten                             |
| Rémy Weil        | 3m plank (m)   | 11e       | groep 1: 4de met 18 punten                             |
| André Cochinal   | 10m toren (m)  | 12e       | groep 3: 4de met 21 punten                             |
| Eugène Lenormand | 10m toren (m)  | 5e        | groep 1: 3de met 13 punten finale: 5de met 24 punten   |
| Étienne Vincent  | 10m toren (m)  | 16e       | groep 2: 6de met 28 punten                             |
| Émile Dauvet     | hoogduiken (m) | 11e       | groep 3: 4de met 19,5 punten                           |
| Georges Garreau  | hoogduiken (m) | 17e       | groep 2: 5de met 27 punten                             |
| Raymond Vincent  | hoogduiken (m) | 5e        | groep 1: 3de met 17 punten finale: 5de met 26,5 punten |
|                  |                |           |                                                        |
| Eugénie Briollet | 3m plank (v)   | 15e       | groep 1: 8ste met 40 punten                            |
| Louise Lenormand | 3m plank (v)   | 10e       | groep 1: 5de met 26 punten                             |
| Suzanne Raeth    | 3m plank (v)   | 12e       | groep 2: 6de met 32,5 punten                           |

### Tennis
| Olympiër                              | Discipline     | Resultaat | Prestatie |
| ------------------------------------- | -------------- | --------- | --- |
| Jean Borotra                          | mannen         | 4e        | 1ste ronde: W van JPN Honda: 6-3, 6-3, 5-7 2de ronde: W van CHI Torralva: 9-7, 7-5, 7-5 3de ronde: W van NOR Nielsen: 6-0, 6-1, 6-2 4de ronde: W van GBR Kingscote: 6-1, 6-3, 6-1 kwartfinale: W van IND Jacob: 4-6, 6-4, 7-5, 6-3 halve finale: V van FRA Cochet: 2-6, 7-5, 2-6, 3-6 bronzen finale: V van ITA de Morpurgo: 6-1, 1-6, 6-8, 6-4, 5-7 |
| Henri Cochet                          | mannen         | Zilver    | 1ste ronde: vrij 2de ronde: W van ITA Colombo: walk-over 3de ronde: W van RSA Richardson: 6-3, 6-4, 6-4 4de ronde: W van JPN Fukuda: 6-2, 6-1, 6-3 kwartfinale: W van USA Williams: 5-7, 6-3, 6-2, 6-4 halve finale: W van FRA Borotra: 6-2, 5-7, 6-2, 6-3 finale: V van USA Richards: 4-6, 4-6, 7-5, 6-4, 2-6                                       |
| Maurice Cousin                        | mannen         | 17e       | 1ste ronde: W van RSA Condon: 4-6, 6-3, 6-2, 6-4 2de ronde: W van SWE Wennergren: 6-4, 6-3, 6-2 3de ronde: V van JPN Harada: walk-over |
| René Lacoste                          | mannen         | 5e        | 1ste ronde: vrij 2de ronde: W van HUN Göncz: 6-0, 6-0, 6-1 3de ronde: W van TCH Kozeluh: 6-1, 6-2, 6-1 4de ronde: W van RSA Spence: 6-1, 6-2, 6-1 kwartfinale: V van USA Richards: 6-8, 6-4, 6-1, 2-6, 3-6 |
| Jacques Brugnon Henri Cochet          | dubbelspel (m) | Zilver    | 1ste ronde: vrij 2de ronde: W van YUG Balas/Dunderski: walk-over 3de ronde: W van ITA De Morpurgo/Serventi: 6-2, 6-4, 6-2 kwartfinale: W van SWE Müller/Wennergren: 6-4, 6-1, 6-3 halve finale: W van RSA Condon/Richardson: 5-7, 6-3, 7-5, 6-2 finale: V van USA Richards/Hunter: 6-4, 2-6, 3-6, 6-2, 3-6                                           |
| Jean Borotra René Lacoste             | dubbelspel (m) | Brons     | 1ste ronde: vrij 2de ronde: W van BEL Halot/Lammens: 6-3, 6-0, 6-2 3de ronde: W van ARG Dumas/Robson: 6-4, 6-1, 6-3 kwartfinale: W van IND Hadi/Rutnam: 6-2, 6-3, 6-3 halve finale: V van USA Richards/Hunter: 2-6, 3-6, 6-0, 7-5, 3-6 bronzen finale: W van RSA Condon/Richardson: 6-3, 10-8, 6-3                                                   |
|                                       |                |           | |
| Germaine Golding                      | mannen         | 4e        | 1ste ronde: W van SWE Strömberg-von Essen: 6-4, 6-2 2de ronde: W van ITA Bologna: 6-0, 6-3 3de ronde: W van GBR Covell: 6-3, 3-6, 6-2 kwartfinale: W van ESP Alvarez: 7-5, 6-3 halve finale: V van USA Wills: 2-6, 1-6 bronzen finale: V van GBR McKane: 7-5, 3-6, 0-6                                                                               |
| Suzanne Lenglen                       | mannen         | 17e       | 1ste ronde: vrij 2de ronde: V van USA Jessup: walk-over |
| Jeanne Vaussard                       | mannen         | 17e       | 1ste ronde: vrij 2de ronde: V van NOR Mallory: 2-6, 3-6 |
| Julie Vlasto                          | mannen         | Zilver    | 1ste ronde: vrij 2de ronde: W van NOR Dahl: 6-1, 6-0 3de ronde: W van USA Goss: 6-3, 2-6, 6-4 kwartfinale: W van GBR Shepherd-Barron: 6-4, 6-2 halve finale: W van GBR McKane: 0-6, 7-5, 6-1 finale: V van USA Wills: 2-6, 2-6 |
| Marguerite Broquedis Yvonne Bourgeois | dubbelspel (v) | 4e        | 1ste ronde: vrij 2de ronde: W van ESP Torras/Alvarez: 2-6, 6-3, 6-4 kwartfinale: W van ITA Gagliardi/Perelli: 7-5, 6-1 halve finale: V van GBR Covell/McKane: 2-6, 2-6, bronzen finale: V van GBR Shepherd-Barron/Colvyer: 1-6, 2-6 |
| Germaine Golding Jeanne Vaussard      | dubbelspel (v) | 5e        | 1ste ronde: vrij 2de ronde: W van ITA Bologna/Fornalini: walk-over kwartfinale: V van GBR Shepherd-Barron/Colvyer: 2-6, 2-6 |
|                                       |                |           | |
| Marguerite Broquedis Jean Borotra     | dubbelspel (g) | 17e       | 1ste ronde: V van USA Jessup/Richards: 3-6, 1-6 |
| Suzanne Lenglen Henri Cochet          | dubbelspel (g) | 17e       | 1ste ronde: V van USA Wightman/Williams: walk-over |

### Turnen
| Olympiër | Discipline               | Resultaat | Prestatie      |
| --- | ------------------------ | --------- | -------------- |
| Eugène Cordonnier | individuele meerkamp (m) | 21e       | 99,906 punten  |
| Léon Delsarte | individuele meerkamp (m) | 9e        | 104,739 punten |
| François Gangloff | individuele meerkamp (m) | 23e       | 98,796 punten  |
| Jean Gounot | individuele meerkamp (m) | 8e        | 105,153 punten |
| Arthur Hermann | individuele meerkamp (m) | 27e       | 95,796 punten  |
| André Higelin | individuele meerkamp (m) | 34e       | 92,133 punten  |
| Joseph Huber | individuele meerkamp (m) | 39e       | 88,119 punten  |
| Albert Séguin | individuele meerkamp (m) | 15e       | 102,326 punten |
| Eugène Cordonnier Léon Delsarte François Gangloff Jean Gounot Arthur Hermann Alphonse Higelin Joseph Huber Albert Séguin | meerkamp team (m)        | Zilver    | 820,528 punten |
| Eugène Cordonnier | rekstok (m)              | 33e       | 15,886 punten  |
| Léon Delsarte | rekstok (m)              | 10e       | 18,633 punten  |
| François Gangloff | rekstok (m)              | 7e        | 18,933 punten  |
| Jean Gounot | rekstok (m)              | 6e        | 19,043 punten  |
| Arthur Hermann | rekstok (m)              | 17e       | 17,503 punten  |
| André Higelin | rekstok (m)              | Brons     | 19,163 punten  |
| Joseph Huber | rekstok (m)              | 53e       | 12,686 punten  |
| Albert Séguin | rekstok (m)              | 36e       | 15,683 punten  |
| Eugène Cordonnier | brug (m)                 | 18e       | 20,50 punten   |
| Léon Delsarte | brug (m)                 | 17e       | 20,70 punten   |
| François Gangloff | brug (m)                 | 26e       | 20,13 punten   |
| Jean Gounot | brug (m)                 | 25e       | 20,15 punten   |
| Arthur Hermann | brug (m)                 | 26e       | 20,13 punten   |
| André Higelin | brug (m)                 | 33e       | 19,48 punten   |
| Joseph Huber | brug (m)                 | 29e       | 19,98 punten   |
| Albert Séguin | brug (m)                 | 26e       | 20,13 punten   |
| Eugène Cordonnier | paard voltige (m)        | 11e       | 19,19 punten   |
| Léon Delsarte | paard voltige (m)        | 33e       | 16,57 punten   |
| François Gangloff | paard voltige (m)        | 32e       | 16,77 punten   |
| Jean Gounot | paard voltige (m)        | 27e       | 17,30 punten   |
| Arthur Hermann | paard voltige (m)        | 9e        | 19,46 punten   |
| André Higelin | paard voltige (m)        | 49e       | 12,79 punten   |
| Joseph Huber | paard voltige (m)        | 34e       | 16,43 punten   |
| Albert Séguin | paard voltige (m)        | 34e       | 16,43 punten   |
| Eugène Cordonnier | ringen (m)               | 10e       | 20,90 punten   |
| Léon Delsarte | ringen (m)               | 14e       | 20,566 punten  |
| François Gangloff | ringen (m)               | 13e       | 20,603 punten  |
| Jean Gounot | ringen (m)               | 19e       | 19,73 punten   |
| Arthur Hermann | ringen (m)               | 20e       | 19,703 punten  |
| André Higelin | ringen (m)               | 31e       | 17,87 punten   |
| Joseph Huber | ringen (m)               | 24e       | 19,033 punten  |
| Albert Séguin | ringen (m)               | 12e       | 20,633 punten  |
| Eugène Cordonnier | touwklimmen (m)          | 24e       | 8 punten       |
| Léon Delsarte | touwklimmen (m)          | 13e       | 10 punten      |
| François Gangloff | touwklimmen (m)          | 39e       | 5 punten       |
| Jean Gounot | touwklimmen (m)          | 6e        | 10 punten      |
| Arthur Hermann | touwklimmen (m)          | 6e        | 10 punten      |
| André Higelin | touwklimmen (m)          | 35e       | 6 punten       |
| Joseph Huber | touwklimmen (m)          | 41e       | 5 punten       |
| Albert Séguin | touwklimmen (m)          | Zilver    | 10 punten      |
| Eugène Cordonnier | zijwaartse sprong (m)    | 8e        | 9,80 punten    |
| Léon Delsarte | zijwaartse sprong (m)    | 21e       | 9,50 punten    |
| François Gangloff | zijwaartse sprong (m)    | Zilver    | 9,93 punten    |
| Jean Gounot | zijwaartse sprong (m)    | Zilver    | 9,93 punten    |
| Arthur Hermann | zijwaartse sprong (m)    | 37e       | 9,00 punten    |
| André Higelin | zijwaartse sprong (m)    | 14e       | 6 punten       |
| Joseph Huber | zijwaartse sprong (m)    | 18e       | 9,57 punten    |
| Albert Séguin | zijwaartse sprong (m)    | Goud      | 10 punten      |
| Eugène Cordonnier | sprong (m)               | 51e       | 5,63 punten    |
| Léon Delsarte | sprong (m)               | 20e       | 8,77 punten    |
| François Gangloff | sprong (m)               | 33e       | 7,43 punten    |
| Jean Gounot | sprong (m)               | 18e       | 9,00 punten    |
| Arthur Hermann | sprong (m)               | 67e       | 0,00 punten    |
| André Higelin | sprong (m)               | 40e       | 7,13 punten    |
| Joseph Huber | sprong (m)               | 54e       | 5,42 punten    |
| Albert Séguin | sprong (m)               | 13e       | 9,45 punten    |

### Voetbal
| Olympiër | Discipline | Resultaat | Prestatie                                                                      |
| --- | ---------- | --------- | ------------------------------------------------------------------------------ |
| Henri Bard Jean Batmale Édouard Baumann Philippe Bonnardel Jean Boyer Jacques Canthelou Pierre Chayriguès Pierre Chesneau Maurice Cottenet Édouard Crut Jules Dewaquez Marcel Domergue Raymond Dubly Robert Dufour Ernest Gravier Ernest Gross Léon Huot Gérard Isbècque Albert Jourda Paul Nicolas Antoine Parachini Albert Rénier | mannen     | 5e        | 1ste ronde: vrij 2de ronde: W van Letland: 7-0 kwartfinale: V van Uruguay: 1-5 |

### Waterpolo
| Olympiër                                                                                                | Discipline | Resultaat | Prestatie |
| --- | ---------- | --------- | --- |
| Paul Dujardin Henri Padou Georges Rigal Albert Delborgies Noel Delberghe Robert Desmettre Albert Mayaud | mannen     | Goud      | 1ste ronde: W van Verenigde Staten: 3-1 kwartfinale: W van Nederland: 6-3 halve finale: W van Zweden: 4-2 finale: W van België: 3-0 |

### Wielersport
| Olympiër                                                  | Discipline               | Resultaat | Prestatie |
| Baan                                                      | Baan                     | Baan      | Baan |
| --------------------------------------------------------- | ------------------------ | --------- | --- |
| Jean Cugnot                                               | sprint (m)               | Brons     | serie 10: 1ste in 12,8 kwartfinale 4: 1ste in 13,2 halve finale 3: 1ste in 12,2 finale: 3de                                                       |
| Lucien Michard                                            | sprint (m)               | Goud      | serie 5: 1ste in 13,6 kwartfinale 2: 1ste in 13,0 halve finale 1: 1ste in 12,2 finale: 1ste in 12,8                                               |
| Lucien Choury                                             | 50km (m)                 | 8-36e     | |
| Édouard Meunier                                           | 50km (m)                 | 8-36e     | |
| Lucien Choury Jean Cugnot                                 | tandem (m)               | Goud      | serie 2: 1ste in 14,0 finale: 1ste in 12,06 |
| Lucien Choury René Guillemin René Hournon Marcel Renaud   | ploegenachtervolging (m) | 4e        | serie 5: W van Groot-Brittannië: 5.11,4 kwartfinale 2: W van Zwitserland: 5.14,2 halve finale 2: V van Polen: 5.19,6 bronzen finale: V van België |
| Weg                                                       |                          |           | |
| Armand Blanchonnet                                        | tijdrit (m)              | Goud      | 6:20.48,0 |
| René Hamel                                                | tijdrit (m)              | Brons     | 6:30.51,6 |
| André Leducq                                              | tijdrit (m)              | 9e        | 6:39.16,0 |
| Georges Wambst                                            | tijdrit (m)              | 8e        | 6:38.34,4 |
| Armand Blanchonnet René Hamel André Leducq Georges Wambst | ploegentijdrit (m)       | Goud      | 19:30.14,0 |

### Worstelen
| Olympiër          | Discipline  | Resultaat   | Prestatie |
| Vrije stijl       | Vrije stijl | Vrije stijl | Vrije stijl |
| ----------------- | ----------- | ----------- | --- |
| Jules Bouquet     | -56kg (m)   | 5e          | 1ste ronde: vrij 2de ronde: V van SWE Larsson |
| Gaston Ducayla    | -56kg (m)   | 9e          | 1ste ronde: V van FIN Mäkinen bronzen halve finale: W van GBR Sansum bronzen finale: V van USA Hines                                                                        |
| Calixte Delmas    | -61kg (m)   | 6e          | 1ste ronde: vrij 2de ronde: W van SWE Nilsson kwartfinale: V van FIN Huupponen                                                                                              |
| Maurice Guinard   | -61kg (m)   | 8e          | 1ste ronde: V van FIN Huupponen |
| Étienne Jourdain  | -66kg (m)   | 5e          | 1ste ronde: W van ITA Pizzocaro 2de ronde: V van FIN Wikström bronzen halve finale: V van GBR Gardiner                                                                      |
| Émile Pouvroux    | -66kg (m)   | 5e          | 1ste ronde: W van BEL Van Duyzen 2de ronde: V van USA Vis zilveren halve finale: V van FIN Haavisto                                                                         |
| Marcel Dupraz     | -72kg (m)   | 12e         | 1ste ronde: V van BEL Roosen |
| G. Fichu          | -72kg (m)   | 10e         | 1ste ronde: V van SUI Gehri zilveren halve finale: V van USA Johnson |
| Raymond Durr      | -79kg (m)   | 11e         | 1ste ronde: V van FIN Penttilä |
| J. Baillot        | -87kg (m)   | 11e         | 1ste ronde: V van CAN Rumpel |
| Marcel Kappeler   | -87kg (m)   | 11e         | 1ste ronde: V van ITA Del Genovese |
| Edmond Dame       | +87kg (m)   | 4e          | 1ste ronde: V van SUI Wernli |
| Grieks-Romeins    |             |             | |
| Georges Appruzèze | -58kg (m)   | 17e         | 1ste ronde: V van EST Koolmann 2de ronde: V van FIN Ahlfors |
| Théo Kueny        | -58kg (m)   | 9e          | 1ste ronde: W van TCH Skopovy 2de ronde: W van BEL Sock 3de ronde: V van NOR Olsen 4de ronde: V van AUT Herschmann                                                          |
| Marcel Capron     | -62kg (m)   | 6e          | 1ste ronde: W van BEL Bottin 2de ronde: W van ITA Porro 3de ronde: W van JPN Naito 4de ronde: V van SWE Malmberg 5de ronde: V van NOR Nord                                  |
| René Rottenfluc   | -62kg (m)   | 18e         | 1ste ronde: V van EST Käpp 2de ronde: V van SWE Svensson |
| Georges Metayer   | -67kg (m)   | 20e         | 1ste ronde: V van EST Kusnets 2de ronde: V van ITA Ranghieri |
| Paul Parisel      | -67kg (m)   | 13e         | 1ste ronde: W van BEL Mollin 2de ronde: V van HUN Matura 3de ronde: V van AUT Sesta                                                                                         |
| Émile Clody       | -75kg (m)   | 15e         | 1ste ronde: W van SUI Grandjean 2de ronde: V van TUR Yalaz 3de ronde: V van TCH Pstros                                                                                      |
| Jean Domas        | -75kg (m)   | 9e          | 1ste ronde: V van NED Reinderman 2de ronde: W van HUN Györgyei 3de ronde: vrij 4de ronde: V van EST Steinberg                                                               |
| Jean Baumert      | -82,5kg (m) | 12e         | 1ste ronde: V van NED Misset 2de ronde: V van EGY Moustafa |
| Paul Bonnefont    | -82,5kg (m) | 12e         | 1ste ronde: V van HUN Dömeny 2de ronde: V van EST Loo |
| Edmond Dame       | +82,5kg (m) | 5e          | 1ste ronde: W van AUT Mileder 2de ronde: vrij 3de ronde: V van HUN Bado 4de ronde: V van FIN Rosenqvist                                                                     |
| Jean Deglane      | +82,5kg (m) | Goud        | 1ste ronde: W van DEN Hansen 2de ronde: W van SWE Johansson 3de ronde: W van HUN Szelky 4de ronde: W van SWE Nilsson 5de ronde: W van HUN Bado finale: W van FIN Rosenqvist |

### Zeilen
| Olympiër                                                          | Discipline | Resultaat | Prestatie           |
| ----------------------------------------------------------------- | ---------- | --------- | ------------------- |
| André Michelet                                                    | monotype   | 11e       |                     |
| Edmond Moussié Georges Herpin Henri Louit                         | 6m klasse  | 5e        | 16 punten: (8-3-5)  |
| Louis Breguet P. Ganthier R. Girardet A. Guerrier Georges Mollard | 8m klasse  | Brons     | 5 punten: (1-2-3-2) |

### Zwemmen
| Olympiër                                                         | Discipline            | Resultaat | Prestatie                                               |
| ---------------------------------------------------------------- | --------------------- | --------- | ------------------------------------------------------- |
| Henri Padou                                                      | 100m vrije slag (m)   | 14e       | serie 2: 4de in 1.05,0                                  |
| Édouard Vanzeveren                                               | 100m vrije slag (m)   | 17e       | serie 5: 3de in 1.06,8                                  |
| Émile Zeibig                                                     | 100m vrije slag (m)   | 20e       | serie 4: 4de in 1.08,0                                  |
| Salvator Pélégry                                                 | 400m vrije slag (m)   | 16e       | serie 3: 4de in 5.56,2                                  |
| Édouard Vanzeveren                                               | 400m vrije slag (m)   | 17e       | serie 5: 4de in 5.59,8                                  |
| Gustave Klein                                                    | 1500m vrije slag (m)  | DNF       | serie 1: niet gefinisht                                 |
| Salvator Pellegry                                                | 1500m vrije slag (m)  | 14e       | serie 5: 3de in 24.07,6                                 |
| Jean Rebeyrol                                                    | 1500m vrije slag (m)  | 16e       | serie 2: 4de in 24.46,4                                 |
| Maurice Ducos                                                    | 100m rugslag (m)      | 14e       | serie 1: 4de in 1.25,0                                  |
| René Paulus                                                      | 100m rugslag (m)      | 17e       | serie 2: 5de in 1.28,0                                  |
| Émile Zeibig                                                     | 100m rugslag (m)      | 8e        | serie 3: 2de in 1.22,4 halve finale 2: 3de in 1.23,4    |
| Henri Bouvier                                                    | 200m schoolslag (m)   | 12e       | serie 4: 3de in 3.07,8                                  |
| Georges Vallerey                                                 | 200m schoolslag (m)   | 19e       | serie 1: 6de in 3.11,2                                  |
| Marius Zwiller                                                   | 200m schoolslag (m)   | 19e       | serie 2: 5de in 3.11,2                                  |
| Guy Middleton Henri Padou Édouard Vanzeveren Émile Zeibig        | 4x200m vrije slag (m) | 6e        | serie 4: 1ste in 10.41,4 halve finale 1: 3de in 10.39,4 |
|                                                                  |                       |           |                                                         |
| Ernestine Lebrun                                                 | 100m vrije slag (v)   | 12e       | serie 2: 3de in 1.23,4                                  |
| Mariette Protin                                                  | 100m vrije slag (v)   | 9e        | serie 3: 2de in 1.22,2 halve finale 2: 4de in 1.22,8    |
| Ernestine Lebrun                                                 | 400m vrije slag (v)   | 14e       | serie 1: 5de in 7.06,4                                  |
| Gilberte Mortier                                                 | 400m vrije slag (v)   | 16e       | serie 2: 4de in 7.35,0                                  |
| Mariette Protin                                                  | 400m vrije slag (v)   | 9e        | serie 3: 2de in 6.58,2 halve finale 1: 5de in 6.56,6    |
| Lucienne Rouet                                                   | 100m rugslag (v)      | 8e        | serie 1: 5de in 1.43,8                                  |
| Alice Stoffel                                                    | 100m rugslag (v)      | 9e        | serie 2: 4de in 1.44,0                                  |
| Sophie Kieffert-Porte                                            | 200m schoolslag (v)   | 12e       | serie 3: 5de in 3.43,6                                  |
| Odette Monard                                                    | 200m schoolslag (v)   | 14e       | serie 1: 4de in 3.48,4                                  |
| Alice Stoffel                                                    | 200m schoolslag (v)   | 13e       | serie 2: 5de in 3.48,0                                  |
| Ernestine Lebrun Gilberte Mortier Bienna Pélégry Mariette Protin | 4x100m vrije slag (v) | 5e        | 5.43,4                                                  |

Argentinië · Australië · België · Brazilië · Brits-Indië · Bulgarije · Canada · Chili · Cuba · Denemarken · Ecuador · Egypte · Estland · Filipijnen · Finland · Frankrijk · Griekenland · Groot-Brittannië · Haïti · Hongarije · Ierland · Italië · Japan · Joegoslavië · Letland · Litouwen · Luxemburg · Mexico · Monaco · Nederland · Nieuw-Zeeland · Noorwegen · Oostenrijk · Polen · Portugal · Roemenië · Spanje · Tsjecho-Slowakije · Turkije · Uruguay · Verenigde Staten · Zuid-Afrika · Zweden · Zwitserland